# Ramganga
Ramganga (anglicky Ramganga River) je řeka ve státě Uttarpradéš v Indii. Je 600 km dlouhá.

## Průběh toku
Pramení na jižních svazích Himálají a protéká Sivalickými horami. Pod městem Kalagarh protéká Indoganžskou rovinou. Je to levý přítok Gangy.

## Vodní režim
Zdrojem vody jsou sněhové a dešťové srážky. V létě dochází k povodním, při kterých může průtok dosahovat velikosti až 2800 m³/s, kdy už nabývají katastrofických rozměrů.

## Využití
V povodí Ramgangy bylo vybudováno mnoho zavlažovacích systémů a na řece leží město Murádábád.